# Franceschino Zavattari
Pour les autres membres de la famille, voir Zavattari.
Franceschino Zavattari  (actif 1417-1453) est un peintre italien né en Lombardie, qui fut actif au XVe siècle.

## Biographie
Franceschino Zavattari est le membre d'une famille d'artistes italiens, des peintres lombards du gothique international actifs au XVe  et début du  XVIe siècle.
Il a été employé pour les travaux du Dôme de Milan.
En particulier son activité est documentée en 1417 dans la production de verrières jusqu'en 1453.
On lui attribue aussi les fresques du Triumphus Cupidinis du Palazzo Borromeo à Milan ainsi que le tarot dit Brambilla, aujourd'hui conservé à la Pinacothèque de Brera, mais Roberta Delmoro (voir bibliographie) l’exclut de l’œuvre des Zavattari.
Franceschino a eu trois fils Giovanni, Gregorio (documené à Milan et à la Chartreuse de Pavie de 1453 à 1481) et Ambrogio (documenté à Milan et à Pavie de 1450 à 1481) avec lesquels il travailla à leur chef-d'œuvre, les fresques de la Cappella della Regina Teodolinda du Dôme de Monza (1441-1446), le plus important exemple de cycle pictural de l'époque gothique international tardive lombarde.
Franceschino avec ses enfants Gregorio et Ambrogio travailla aussi à la Chartreuse de Pavie.
Récemment a été attribuée à Franceschino aussi la Vierge à l’Enfant, l’Éternel Père et un saint abbé conservé dans l’église de San Lanfranco à Pavie.

## Œuvres
- Histoire de la reine Théodelinde (1444), Fresques initiales du cycle (en collaboration avec ses enfants), Chapelle du Dôme de Monza.
- Triumphus Cupidinis, Fresque, Palazzo Borromeo, Milan (Rocca Borromeo, Angera)